# Castelo de Cabrerets

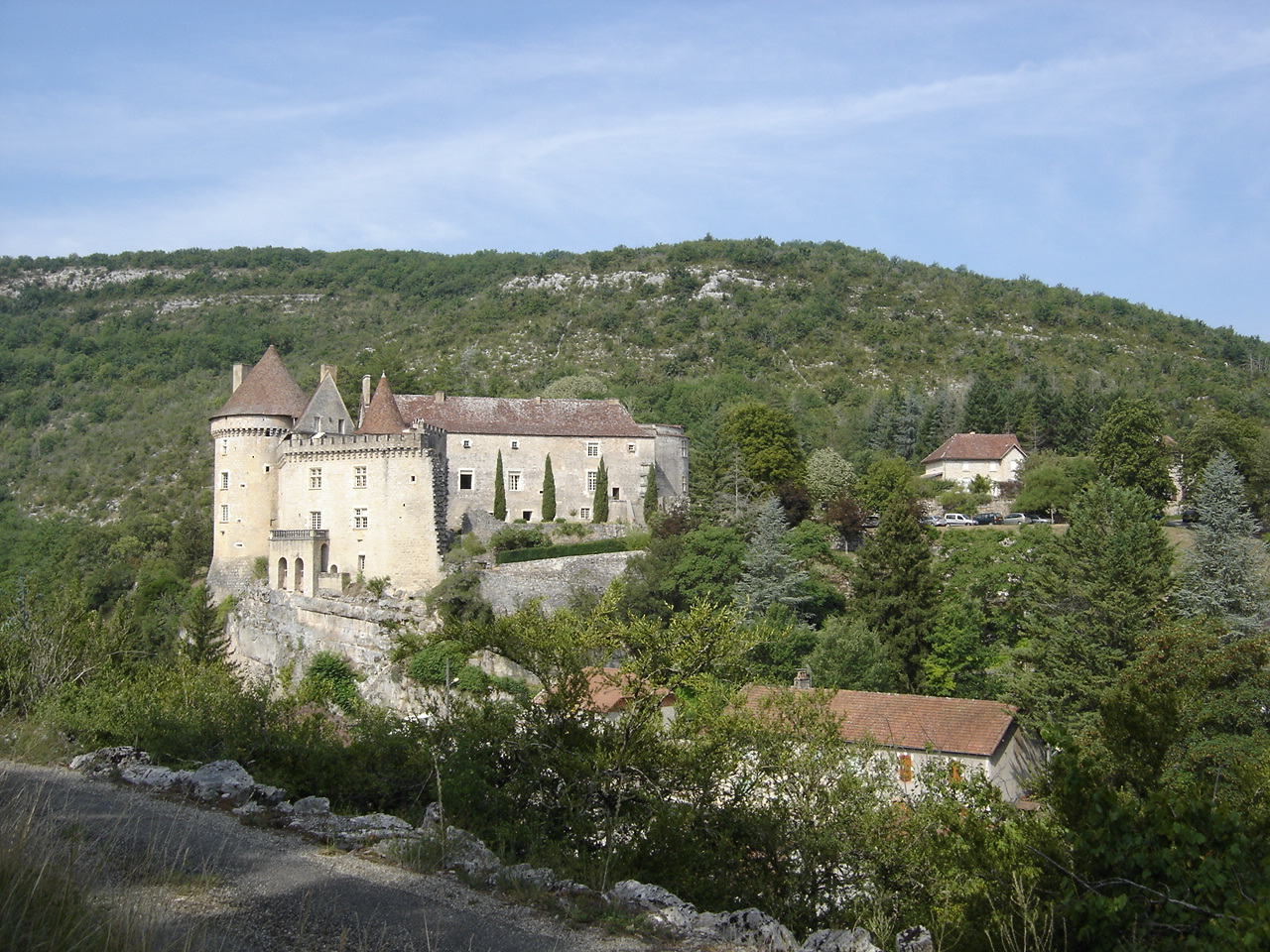
O Château de Cabrerets em 2006

O Château de Cabrerets é um castelo na comuna de Cabrerets no departamento de Lot, na França.
Está classificado, desde 1996, como monumento histórico pelo Ministério da Cultura da França .